# Can Ramon de l'Ull
Can Ramon de l'Ull fou una masia de l'antic municipi de Les Corts de Sarrià, annexionat a Barcelona el 1897.
Consistia en una finca rectangular amb les seves terres de conreu i una gran casa senyorial, antic mas conegut amb els diferents noms del seus successius propietaris: mas Coll, Bas, Eroles i torre del Lledó. Era conegut popularment a les Corts com Can Ramon de l'Ull, motiu o renom que es devia a un defecte físic d'un dels seus masovers anomenat Ramon, el qual havia perdut un ull.
La propietat era al capdamunt del torrent dels Morts, al carrer Major de les Corts núm. 28, just en la part superior del paral·lelogram que forma l'illa de la Gran Via Carles III i els carrers Europa, Joan Güell i la Diagonal (o sigui, l'illa actualment ocupada per El Corte Inglés). Corresponia a una masia edificada el 1506 i enderrocada quan es va obrir la Diagonal. Cap al 1920, la finca, que estava classificada com a urbana, es va veure afectada per l'obertura de la Diagonal, que segregà la propietat en dues parcel·les, una de les quals, de reduïdes dimensions, va ser expropiada per l'Ajuntament. La casa, d'obra corrent, embigat de fusta, paviments de maons i rajola i coberta amb teula, comptava amb aigua i electricitat, i era un gran casalot quadrat d'estil molt sobri, en la façana del qual les finestres i balcons formaven un conjunt simètric de tres per tres.